# Фернандіна (Флорида)
Фернандіна (англ. Fernandina Beach) — місто (англ. city) в США, в окрузі Нассау штату Флорида. Населення — 13 052 особи (2020).

## Географія
Фернандіна розташована за координатами 30°39′31″ пн. ш. 81°26′57″ зх. д. / 30.65861° пн. ш. 81.44917° зх. д. (30.658744, -81.449155).  За даними Бюро перепису населення США в 2010 році місто мало площу 30,66 км², з яких 28,84 км² — суходіл та 1,83 км² — водойми.

### Клімат
Місто знаходиться у зоні, котра характеризується вологим субтропічним кліматом. Найтепліший місяць — липень із середньою температурою 27.5 °C (81.5 °F). Найхолодніший місяць — січень, із середньою температурою 12.3 °С (54.1 °F).
| Клімат Фернандіни       | Клімат Фернандіни | Клімат Фернандіни | Клімат Фернандіни | Клімат Фернандіни | Клімат Фернандіни | Клімат Фернандіни | Клімат Фернандіни | Клімат Фернандіни | Клімат Фернандіни | Клімат Фернандіни | Клімат Фернандіни | Клімат Фернандіни | Клімат Фернандіни |
| Показник                | Січ.              | Лют.              | Бер.              | Квіт.             | Трав.             | Черв.             | Лип.              | Серп.             | Вер.              | Жовт.             | Лист.             | Груд.             | Рік               |
| Абсолютний максимум, °C | 31,7              | 32,8              | 35                | 34,4              | 38,3              | 40                | 39,4              | 38,9              | 38,9              | 35,6              | 33,9              | 29,4              | 40                |
| Середній максимум, °C   | 17,6              | 18,8              | 21,9              | 25,2              | 28,5              | 30,9              | 32,1              | 31,8              | 29,9              | 26,1              | 21,9              | 18,5              | 25,3              |
| Середня температура, °C | 12,3              | 13,5              | 16,5              | 19,9              | 23,6              | 26,4              | 27,5              | 27,4              | 26                | 21,9              | 17                | 13,4              | 20,4              |
| Середній мінімум, °C    | 7,1               | 8,1               | 11,1              | 14,6              | 18,6              | 21,9              | 22,9              | 23,1              | 22,1              | 17,7              | 12,2              | 8,4               | 15,7              |
| Абсолютний мінімум, °C  | −15,6             | −8,3              | −6,1              | 1,7               | 4,4               | 10,6              | 17,8              | 16,1              | 9,4               | 3,9               | −4,4              | −11,1             | −17,8             |
| Норма опадів, мм        | 77                | 82                | 91                | 71                | 81                | 138               | 148               | 150               | 190               | 111               | 58                | 72                | 1268              |
| Днів з опадами          | 8                 | 8                 | 8                 | 6                 | 7                 | 11                | 12                | 11                | 12                | 8                 | 7                 | 8                 | 107               |
| ----------------------- | ----------------- | ----------------- | ----------------- | ----------------- | ----------------- | ----------------- | ----------------- | ----------------- | ----------------- | ----------------- | ----------------- | ----------------- | ----------------- |
| Джерело: Weatherbase    |                   |                   |                   |                   |                   |                   |                   |                   |                   |                   |                   |                   |                   |

## Демографія
Згідно з переписом 2010 року, у місті мешкало 11 487 осіб у 5176 домогосподарствах у складі 3207 родин. Густота населення становила 375 осіб/км².  Було 7064 помешкання (230/км²).
Расовий склад населення:
| - 83,4 % — білих - 11,7 % — чорних або афроамериканців - 1,1 % — азіатів - 0,4 % — корінних американців - 0,1 % — вихідців з тихоокеанських островів - 1,7 % — осіб інших рас |

До двох чи більше рас належало 1,6 %. Частка іспаномовних становила 5,3 % від усіх жителів.
За віковим діапазоном населення розподілялося таким чином: 16,3 % — особи молодші 18 років, 61,4 % — особи у віці 18—64 років, 22,3 % — особи у віці 65 років та старші. Медіана віку мешканця становила 50,0 року. На 100 осіб жіночої статі у місті припадало 89,6 чоловіків;  на 100 жінок у віці від 18 років та старших — 87,1 чоловіків також старших 18 років.
Середній дохід на одне домашнє господарство  становив 71 415 доларів США (медіана — 52 448), а середній дохід на одну сім'ю — 87 105 доларів (медіана — 61 699). Медіана доходів становила 51 188 доларів для чоловіків та 37 868 доларів для жінок. За межею бідності перебувало 12,4 % осіб, у тому числі 12,8 % дітей у віці до 18 років та 6,7 % осіб у віці 65 років та старших.
Цивільне працевлаштоване населення становило 5066 осіб. Основні галузі зайнятості: освіта, охорона здоров'я та соціальна допомога — 26,8 %, мистецтво, розваги та відпочинок — 15,1 %, науковці, спеціалісти, менеджери — 11,3 %, роздрібна торгівля — 10,9 %.